# 尾形大作
尾形大作（1963年1月12日—）是日本的演歌歌手，出生於福岡縣糟屋郡志免町。也有以尾形太作（讀音相同）藝名活動的時期。本名松尾浩之。

## 來歷
與武田鐵矢同為福岡市立三築中學畢業。1981年出道。出道時的宣傳口號「THE MATATABI」。1986年發行的「無錫旅情」（作詞・作曲：中山大三郎、編曲：龍崎孝路）得到130萬張以上的銷量。1987年第38届NHK紅白歌合戰出場。翌年第39届NHK紅白歌合戰也出場，以幕末武士的「敬天愛人 幕末青春塗鴉」獲得第30屆日本唱片大獎的企劃獎。前途有為的大作，之後卻因為與所屬事務所的糾紛，作為一個歌手暫時停止了個人業務。
之後，返回出生地福岡發展，近年來參與「星期六wide劇場」（朝日電視系）的朝日放送製作、錄影帶首映出演等。又唱當地企業的廣告曲、在九電工的廣告飾演體操的哥哥等，一邊也處理地方人才（Local Talent）業務，作為地域密著型（地域緊貼型）的演歌歌手持續活躍著，現在也推出CD。
中国江蘇省無錫市太湖湖畔的黿頭渚公園，也豎立了「無錫旅情」的歌碑，記載著「尾形大作演唱」。另一方面，由於1988年3月上海的火車傾覆事故。之後在日本，由於歌詞的一部分包含發生事故的火車線路，這個曲子遭自主规制。之後，2008年10月14日的『NHK歌謠音樂會』，不是尾形本人而是由北山毅演唱的這個曲子播出了。

## 過去的電視節目
- 森田一義時間笑一笑又何妨!（森田一義アワー 笑っていいとも!／富士電視） -　※Telephone Shocking客串
- 夜晚的HIT STUDIO DELUXE（夜のヒットスタジオDELUXE／富士電視）
- THE・BESTTEN（ザ・ベストテン／TBS）
- 歌的TOP10（歌のトップテン／日本電視）
- 超級騎師（スーパージョッキー／日本電視）
- 漂移大爆笑（ドリフ大爆笑／富士電視）
- 新伍的演歌大全集（新伍の演歌大全集／日本電視）
- NHK的自賣自誇（のど自慢／NHK）
- 聯想遊戲（連想ゲーム／NHK綜合）
- NHK歌謠舞臺（NHK歌謡ステージ／NHK綜合）
- NHK歌謠音樂會（NHK歌謡コンサート／NHK）
- 特別文藝（芸能スペシャル／NHK綜合）
- 歴史紀行競猜（クイズ歴史紀行／NHK綜合）
- 歌謡びんびんハウス（朝日電視）
- 食品好哇!（料理バンザイ!／朝日電視）
- 它是個秘密（それは秘密です／日本電視）
- 味精款待世界・地球好吃!!（味の素ごちそうさまワールド・地球おいしいぞ!!／日本電視）
- すてきな出逢い いい朝8時（毎日放送）
- 獅子的多嘴多舌的夜晚（ライオンのおしゃべりな夜／東京電視）
- カッ飛び!ヤンヤン姫（東京電視）
- 早上好朝日（おはよう朝日です／朝日放送）
- 三枝やすし興奮テレビ（毎日放送）
- VIVA・LADY（ビバ・レディー／朝日放送）
- 生×カラ!TV（SUN電視）

## 電視劇
- 星期六wide劇場「拉面刑事「龍」的殺人推理」「京都的女園丁風水園藝偵探櫻子(2)」「不倫之旅連續殺人」（朝日放送）
- 博多電影ー 棋士（博多ムービー ちんちろまい）
- 京濱抗爭史外傳 最後的組長（京浜抗争史外伝 最後の組長）
- 周二懸疑劇場「同姓同名」（火曜サスペンス劇場「同姓同名」／日本電視）
- 女性的愛與神秘「西村京太郎旅行懸疑劇」（女と愛とミステリー「西村京太郎トラベルサスペンス」／東京電視）

## 腳注
1. ↑  尾形大作【新栄プロダクション：所属歌手】 的存檔，存档日期2011-05-11.(2009/12/27閲覧)

## 外部連結
- 新栄プロ（現・所属事務所） （页面存档备份，存于）（日文）